# کورت وایل
کورت ژولیان وایل (به آلمانی: Kurt Weill) آهنگساز آلمانی در ۲ مارس ۱۹۰۰ در دسائو به دنیا آمد و در ۳ آوریل ۱۹۵۰ در نیویورک درگذشت.

## برخی از آثار

### کنسرت‌ها و آثار ارکسترال
- اینترمتزو برای پیانو
- کانتات رکویِم برلینی
- سوئیت برای ارکستر
- سونات برای ویلنسل و پیانو
- کنسرتو برای ویلن و ارکستر بادی برنجی

### موسیقی فیلم
- تو و من (۱۹۳۸)

## شنیدن آثار
- youtube
- deezer